# Michał Ładyżyński
Michał Jaksa (Jaxa) Ładyżyński (ur. 19 września 1867 w Stróżach Wielkich, zm. 10 grudnia 1931 w Sanoku) – doktor filozofii, c. k. profesor gimnazjalny, nauczyciel filologii klasycznej.

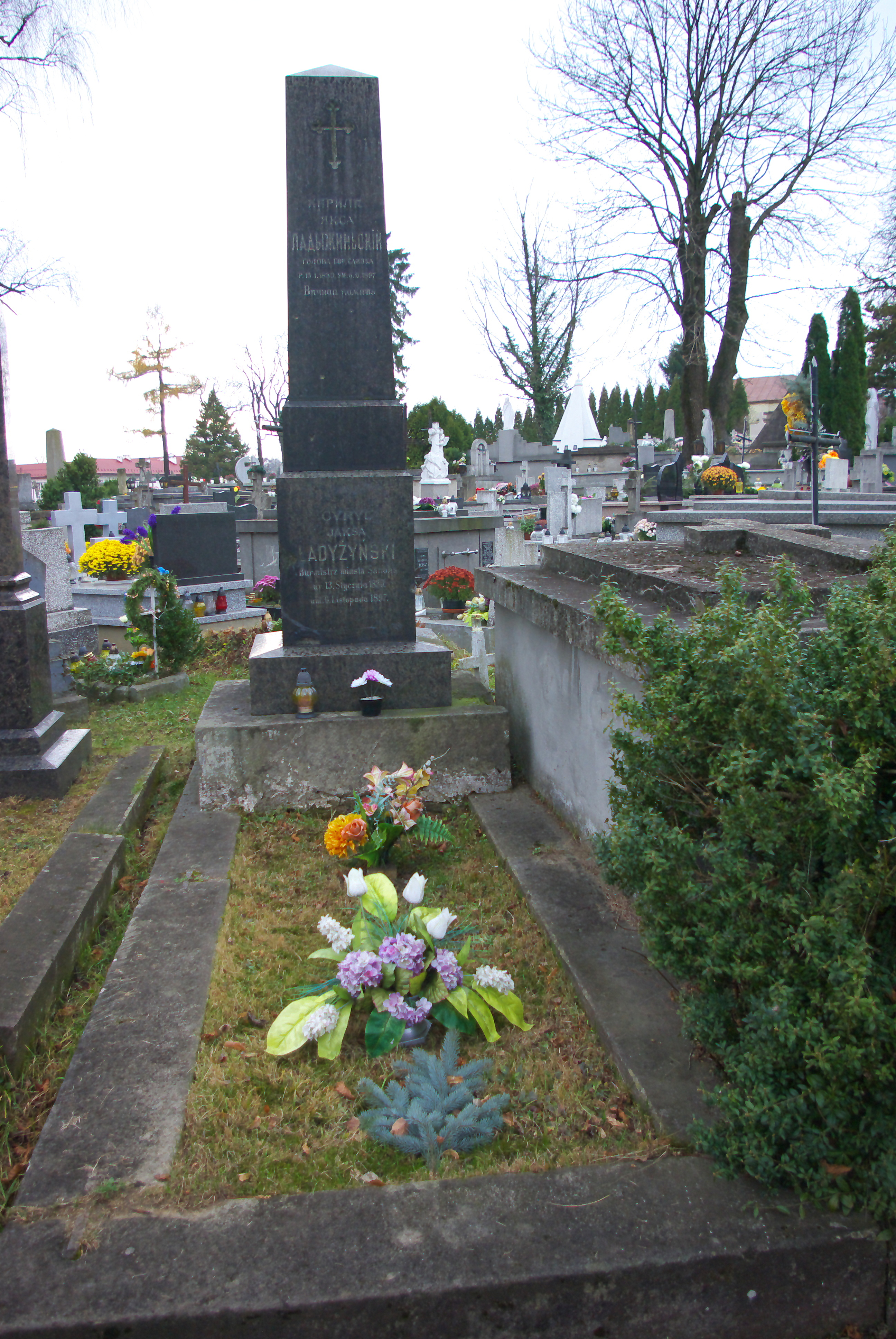
Nagrobek Cyryla Ładyżyńskiego

## Życiorys
Michał Ładyżyński urodził się 19 września 1867 w Stróżach Wielkich. Był synem Rusina Cyryla Jaksy Ładyżyńskiego (1830-1897, oficer armii austriackiej, burmistrz Sanoka) i Pulcherii z domu Borkowskiej (1836–1900). Miał braci Leona Józefa (ur. ok. 1868, zm. 1880), Mikołaja Cyryla (1870-1900, doktor praw), Aleksandra (ur. 1872, w 1896 wyświęcony na księdza greckokatolickiego). Był wyznania greckokatolickiego. W Sanoku w młodości zamieszkiwał z rodziną w murowanym domu przy ulicy Zamkowej.
W 1885 zdał z odznaczeniem egzamin dojrzałości w C. K. Gimnazjum w Przemyślu. Będąc studentem filozofii uchwałą Rady Miejskiej w Sanoku z 1886 został uznany przynależnym do gminy Sanok. 1 maja 1892 złożył egzamin nauczycielski. Rozporządzeniem C. K. Rady Szkolnej Krajowej z 25 lipca 1892 jako kandydat stanu nauczycielskiego został mianowany zastępcą nauczyciela w C. K. Gimnazjum w Sanoku. 13 sierpnia 1892 podjął pracę nauczyciela. Był nauczycielem filologii klasycznej. W sanockim gimnazjum uczył języka łacińskiego, języka greckiego, języka polskiego. Reskryptem C. K. Ministra Wyznań i Oświaty z 1 lipca 1893 został mianowany nauczycielem rzeczywistym w C. K. Gimnazjum w Buczaczu. W tej szkole uczył w kolejnych latach. 27 kwietnia 1895 otrzymał stopień doktora filozofii na Uniwersytecie Jagiellońskim. Rozporządzeniem C. K. Ministra Wyznań i Oświaty z 25 lipca 1896 został przeniesiony z buczackiego gimnazjum do C. K. Gimnazjum im. Rudolfa w Brodach. W tej placówce jako c. k. profesor także uczył języka łacińskiego, języka greckiego. Rozporządzeniem C. K. Ministra Wyznań i Oświaty z 14 czerwca 1897 jako c. k. profesor został przeniesiony ponownie do C. K. Gimnazjum w Sanoku. W sanockim gimnazjum nadal uczył języka łacińskiego, języka greckiego, a także logiki przez wiele kolejnych lat. Przebywał na urlopie z powodu choroby: w pierwszym półroczu roku szkolnego 1900/1901 od października 1900, od 15 listopada 1901 w roku szkolnym 1901/1902, w roku szkolnym 1908/1909. W 1903 otrzymał VIII rangę w zawodzie, a 30 grudnia 1913 otrzymał VII rangę. Profesorem w sanockim gimnazjum pozostawał podczas I wojny światowej oraz po odzyskaniu przez Polskę niepodległości w latach 20. II Rzeczypospolitej, gdy funkcjonowało już Państwowe Gimnazjum im. Królowej Zofii – uczył wówczas greki, łaciny oraz propedeutyki filozofii. W roku szkolnym 1925/1926 przebywał na urlopie celem poratowania zdrowia, a decyzją Kuratorium Okręgu Szkolnego Lwowskiego z 12 stycznia 1927 został przeniesiony w stały stan spoczynku. Uchodził za doskonałego i wymagającego filologa, człowieka dużej wiedzy, erudytę oraz wybitnego pedagoga. Wśród sanockich gimnazjalistów zyskał przydomek Lunio (wzgl. Michalunio).
Po śmierci ojca w 1897 został wybrany radnym miejskim w Sanoku. Był członkiem Towarzystwa Nauczycieli Szkół Wyższych we Lwowie, Towarzystwa Filologicznego. Należał do sanockiego koła Towarzystwa Nauczycieli Szkół Średnich i Wyższych. Brał udział w I Polskim Zjeździe Filozoficznym we Lwowie w 1923.
Zamieszkiwał w domu przy ul. Sanowej w Sanoku (ofiarowanym jego ojcu przez miasto po przyznaniu tytułu honorowego obywatela), zaś według innych źródeł pod adresem pobliskiej ulicy Zamkowej numer 180 (rok 1922), potem numer 26 (rok 1931). Ożenił się w późniejszym wieku. Jego żona zmarła przy porodzie ich pierwszego dziecka. Miał jedynego syna, Hilariona Mikołaja Jaxę Ładyżyńskiego (ur. 20 października 1906, absolwent sanockiego gimnazjum z 1924), doktor medycyny, lekarz w Warszawie, zm. 1969. Według Stanisława Rymara syn Michała Ładyżyńskiego w latach 20. był nauczycielem.
Michał Ładyżyński od lat 20. był częściowo sparaliżowany i przykuty do łóżka. Do śmierci zamieszkiwał w Sanoku, gdzie zmarł 10 grudnia 1931 w wieku 63 lat. Został pochowany na cmentarzu przy ul. Rymanowskiej w Sanoku w grobowcu swojego ojca Cyryla, obok miejsca spoczynku swojej matki Pulcherii.
W swoich wspomnieniach Franciszek Bielak wymienił Michała Ładyżyńskiego w gronie doskonałych nauczycieli-filologów.

## Publikacje
- recenzje w: „Neue Philosophische Rundschau” (1896), „Wochenschrift für klassische Philologie ” (1896), „Philosophische Wochenschrift” (1897)[54]
- De quibusdam priscorum poetarum scaenicorum locutionibus, quae qualis, talis, aa. pronomirum, ut (qui), ita, aa. adverbiorum vices explent (w: „Eos” 1895)[55].

## Odznaczenia
austro-węgierskie
- Medal Jubileuszowy Pamiątkowy dla Cywilnych Funkcjonariuszów Państwowych (przed 1912)[56][56][30].
- Krzyż Jubileuszowy dla Cywilnych Funkcjonariuszów Państwowych (przed 1912)[56][30].